# Helq
Helq är ett musikalbum av den svenska transkontinentala rockreggaegruppen Dag Vag, deras fjärde studioalbum och deras första efter återföreningen 1988. Det spelades in november 1988 - augusti 1989, gavs ut oktober 1989 och producerades av Stig Vig.

## Låtlista[1]
All text och musik: Stig Vig
1. "Tiden går"
2. "Everybody Lalalala"
3. "'Ingen duger"
4. "Vraket och hoppet"
5. "Du får aldrig nog"
6. "Ge mej en pistol"
7. "Himmel och helvete"
8. "In Search of the Digital Dope"
9. "Du får aldrig nog" (7" Version)

## Listplaceringar
| Lista (1989) | Topplacering |
| ------------ | ------------ |
| Sverige      | 19           |